# بخش ماگاد
بخش ماگاد (به انگلیسی: Magadh division) یک منطقهٔ مسکونی در هند است که در بیهار واقع شده‌است. بخش ماگاد ۱۰٬۹۳۱٬۰۱۸ نفر جمعیت دارد.